# Vafa Hakhamaneshi
Vafa Hakhamaneshi (* 27. März 1991 in Gonbad-e Qabus) ist ein iranischer Fußballspieler.

## Karriere
Vafa Hakhamaneshi erlernte das Fußballspielen in der Jugendmannschaft von Sepahan Novin. Hier stand er auch bis 2010 unter Vertrag. Der Verein aus Isfahan spielt in der zweiten iranischen Liga, der Azadegan League. Es folgte Foolad Natanz FC und 2011 wechselte er zu Naft Teheran. Mit dem Verein aus Tehran spielte er in der höchsten iranischen Liga, der Persian Gulf Pro League. Für den Verein absolvierte er sieben Erstligaspiele. Im Januar 2013 unterschrieb er einen Vertrag beim Ligakonkurrenten Foolad FC. Mit dem Klub aus Ahvaz feierte er 2014 die iranische Meisterschaft. Am 1. Juli 2014 verpflichtete ihn der Zweitligist Fajr Sepasi für zwei Jahre. Von Juli 2016 bis 31. August 2019 spielte er für die iranischen Vereine Khooneh Be Khooneh FC und Sanat Naft Abadan. Am 1. September 2019 ging er in den Irak. Hier unterschrieb er einen Vertrag beim Al-Mina'a SC. Der Verein aus Basra spielte in der ersten irakischen Liga, der Iraqi Premier League. Nach fünf Monaten kehrte er in den Iran zurück. Hier schloss er sich dem Zob Ahan Isfahan aus Isfahan an. Nach neun Erstligaspielen verpflichtete ihn am 8. Oktober 2020 der ebenfalls in der ersten Liga spielende Tractor Sazi Täbris. Für Täbris absolvierte er 12 Erstligaspiele. Im Juni 2021 zog es ihn nach Thailand. Hier unterschrieb er einen Vertrag beim Erstligisten Ratchaburi Mitr Phol. Der Verein aus Ratchaburi spielte in der ersten thailändischen Liga. Im Juni spielte er dreimal mit MitrPhol in der AFC Champions League. Da er hier nicht überzeugen konnte, wurde sein Vertrag Ende Juli wieder gekündigt. Von Ende Juli 2021 bis Ende Juni 2022 war Hakhamaneshi vertrags- und vereinslos. Der Chennaiyin FC, ein indischer Verein aus Chennai, der in der Indian Super League spielt, nahm ihn am 29. Juni 2022 unter Vertrag. Dort absolvierte er in der  folgenden Saison insgesamt 24 Pflichtspiele und erzielte dabei drei Treffer. Anschließend war Hakhammaneshi über 19 Monate vereinslos, ehe ihn am 24. Februar 2025 der tadschikische Erstliga-Aufsteiger FC Hulbuk Vose unter Vertrag nahm.

## Erfolge
Foolad FC
- Iranischer Meister: 2014